# Marquesado de Saluzzo
A Marca de Saluzzo, ou Marquesado de Saluzzo (Marchesato di Saluzzo,  em italiano) foi um antigo estado da península Itálica com território dividido entre a atual França e Itália (Piemonte), nos Alpes.

## Origens
A marca de Saluzzo era formada pelos senhores da cidade de Saluzzo no Piemonte. Eram condes antes de Boniface del Vasto receber em feudum' a cidade da Marca de Turim e a passesse ao filho mais velho que viria a ser o marquês Manfredo I de Saluzzo. Em 1175, foi elevado ao estatuto de marquês pelo imperador Frederico I .

## Território
A Marca de Saluzzo ocupava uma parte da província de Cuneo e de Turim e por vezes territórios que hoje fazem parte de França. Historicamente o seu território compreendia a área compreendida entre a Stura, o Pó e os Alpes.
Os centros principais eram Saluzzo, Carmagnola, Revello, Marta e Del Vasto que se mantiveram ligadas à marca durante toda a sua existência.
O projeto expansionista da Casa de Saboia não permitiu a Saluzzo de manter a sua própria autonomia e aumentar os territórios noutras zonas do Piemonte .

## A Saboia e o delfinado
O marquesato pelo facto da sua posição alpina, interessou os condes de Saboia, e desde o século XII existe uma rivalidade os Saboia e Manfredo II de Saluzzo. No entanto a família de Saluzzo tenta regularmente de recuperar a sua autonomia e é assim que em 1210 a marquesa de Adelaide faz-se reconhecer feudatária do delfino de Viena, casa que estava já em conflito com a de Saboia. Esta dualidade termina em 1413 com a vassalagem a Amadeu VIII de Saboia, até que em 1483 Ludovico II de Saluzzo entra em guerra com Carlos I de Saboia.
No final do conflito que opunha o rei francês ao imperador Carlos de Habsburgo, o Duque de Saboia conquista novamente a soberania sobre Saluzzo .

## Esplendor e queda
O período de esplendor é o de Ludovico I  de Saluzzo e Ludovico II de Saluzzo.
Os sucessores deste último combateram para conquistar o trono e arruinaram as finanças e a soberania, pois em 1549 foi anexada à França, durante a Quinta guerra da Itália (1515-1516), que a manteve até 1601 altura em que a Saboia, pelo tratado de Lyon, consegue tomar posse dela até à unificação da Itália 